# Santo Domingo (metrostation)
Santo Domingo is een metrostation in het district Centro van de Spaanse hoofdstad Madrid. Het is onderdeel van de Metro van Madrid. Langs het station rijdt lijn 2
In 1925 werd het station geopend.

## Ingang
- Plaza de Santo Domingo